# الفساد في كوبا
عانت كوبا من الفساد المتفشي على نطاق واسع منذ تأسيس جمهورية كوبا في عام 1902. يذكر كتاب الفساد في كوبا أن الملكية العامة أدت إلى «نقص الملكية القابلة للتحديد وإساءة في استخدام وسرقة موارد الدولة على نطاق واسع ... عندما تتاح لهم الفرصة، يتردد قلة من المواطنين في السرقة من الحكومة». بالإضافة إلى ذلك، فإن العلاقة المعقدة بين المؤسسات الحكومية والاقتصادية تجعلها بشكل خاص «عرضةً للفساد».
لا تزال أسباب الفساد في كوبا في الوقت الحاضر وتاريخيًا موضع نقاش من قبل الباحثين. يقترح جول آر. بنيامين أن سياسة كوبا الفاسدة نتجت عن التراث الاستعماري للسياسة الكوبية والمساعدات المالية التي قدمتها الولايات المتحدة والتي فضلت أسعار السكر العالمية في أواخر القرن التاسع عشر وأوائل القرن العشرين. بعد الحرب العالمية الثانية، ارتفع مستوى الفساد في كوبا، بالإضافة إلى العديد من دول أمريكا اللاتينية ومنطقة البحر الكاريبي، بشكل ملحوظ. يعزو بعض الباحثين، مثل إدواردو ساينز روفنر، هذا إلى زيادة تدخل أمريكا الشمالية في شؤون كوبا بعد الحرب العالمية الأولى ما أدى لعزل العمال الكوبيين. استُبعد الكوبيون من قطاع كبير من الاقتصاد ولم يتمكنوا من المشاركة في الأدوار الإدارية التي تولاها مدراء أمريكيون. كتب لويس إيه. بيريز أن «الحرب العالمية الثانية خلقت فرصًا جديدة للتنمية الاقتصادية الكوبية، ومع ذلك، لم يُستغل سوى عدد قليل منها. استُخدمت الأموال بطريقة غير عقلانية. زاد الفساد وكسب الأموال غير المشروع وساهما إلى حد كبير في ضياع الفرص الاقتصادية، وكذلك فعل سوء الإدارة والتقدير».
وفقًا لمؤشر الفساد لعام 2017 الصادر عن منظمة الشفافية الدولية (سي بّي آي)، فإن درجة فساد كوبا هي 100/47، إذ تشير الدرجة 0 إلى الفساد الشديد بينما تشير الدرجة 100 إلى انعدام الفساد تقريبًا. تحتل كوبا المرتبة 62 من أصل 180 دولة في درجة الفساد، وهو ما يمثل زيادة بمقدار درجتين عن درجة عام 2016.

## نظرة تاريخ

### قبل الثورة
إلى حد كبير، تميزت جمهورية كوبا في مطلع القرن العشرين بفساد راسخ سمح لطبقة النخبة باستغلال المشاركة السياسية لزيادة ثرواتهم. تميزت الفترة الرئاسية الأولى لكوبا تحت قيادة دون توماس إسترادا بالما بين عامي 1902 و1906 بأفضل معايير النزاهة الإدارية في تاريخ جمهورية كوبا. مع ذلك، أدى تدخل الولايات المتحدة في عام 1906 إلى تولي الدبلوماسي الأمريكي تشارلز إدوارد ماجون رئاسة الحكومة حتى عام 1909. هناك جدل حول ما إذا كانت حكومة ماجون قد تغاضت عن الفساد أو شاركت فيه. يقترح هيو توماس أنه ماجون عارض الممارسات الفاسدة، لكن الفساد استمر تحت إدارته، كما حدّ من استقلالية القضاء وقرارات محاكمهم. كان رئيس كوبا اللاحق، خوسيه ميغيل غوميز، أول من تورط في الفساد المنتشر وفضائح الفساد الحكومية. تضمنت هذه الفضائح رشاوي يُزعم أنها دُفعت لمسؤولين كوبيين بموجب عقد لتفتيش ميناء هافانا، فضلًا عن دفع رسوم لشركاء في الحكومة ومسؤولين رفيعي المستوى. أراد خليفة غوميز، ماريو غارسيا مينوكال، وضع حدٍ لفضائح الفساد وادعى أنه ملتزم بالنزاهة الإدارية، إذ ترشح للانتخابات تحت شعار «الصدق والسلام والعمل». على الرغم من هذه النوايا، زاد الفساد خلال فترة حكمة بين عامي 1913 و1921. أصبحت حالات الاحتيال أكثر شيوعًا إذ تواطأت المؤسسات الخاصة والمقاولون في كثير من الأحيان مع المسؤولين والمشرعين الحكوميين. يعزو تشارلز إدوارد تشابمان زيادة الفساد إلى طفرة تجارة السكر التي حدثت في كوبا تحت إدارة مينوكال. بالإضافة إلى ذلك، سمحت الحرب العالمية الأولى للحكومة الكوبية بالتلاعب بأسعار السكر ومبيعات الصادرات وتصاريح الاستيراد.
خلف زياس مينوكال الرئيس السابق ألفريدو بين عامي 1921 و1925 وشارك فيما يشير إليه كاليكستو ماسو بأنه «أقصى تعبير عن الفساد الإداري». انتشر الفساد الضئيل والكبير في جميع جوانب الحياة العامة تقريبًا، وأصبحت الإدارة الكوبية تتميز إلى حد كبير بالمحسوبية إذ اعتمد زياس على أصدقائه وأقاربه لزيادة ثروته بشكل غير قانوني. بسبب سياسات زياس السابقة، أراد جيراردو ماتشادو الحد من الفساد وتحسين أداء القطاع العام في ظل فترة حكمه بين عامي 1925 و1933. نجح ماتشادو في تقليل الفساد الصغير والضئيل، لكن الفساد الكبير استمر إلى حد كبير. بدأ ماتشادو مشاريع تنموية ساهمت في الفساد الكبير من خلال تكاليفها المتضخمة وتوليد «هوامش كبيرة» مكنت المسؤولين الحكوميين من إدارة الأموال بشكل غير قانوني. في ظل حكومته، أصبحت فرص الفساد مركزةً في أيدي عدد أقل من الأشخاص من خلال «إجراءات الشراء الحكومية المركزية» وجُمعت الرشاوى من قِبل عدد أقل من البيروقراطيين والإداريين. من خلال تطوير البنى التحتية العقارية ونمو قطاع السياحة في كوبا، تمكنت إدارة ماتشادو من استخدام المعلومات الحكومية الداخلية للاستفادة من الصفقات التجارية في القطاع الخاص.
يشير أرغوت فراير إلى أن سكان كوبا في ظل الجمهورية كان لديهم درجة عالية من التسامح مع الفساد. بالإضافة إلى ذلك، عرف الكوبيون وانتقدوا الفاسدين، لكنهم أعجِبوا بكونهم «مجرمين بحصانة». أدى نشوء شبكة قمار غير قانونية داخل الجيش إلى تمكين أفراده مثل الملازم الكولونيل بيدرازا والرائد ماريني من الانخراط في أنشطة قمار غير مشروعة على نطاق واسع. وفقًا لماوريسيو أوجوستو فونت وألفونسو كيروز، مؤلفا كتاب الجمهورية الكوبية وخوسيه مارتيه، انشر الفساد في الحياة العامة في ظل إدارة الرئيسين رامون غراو وكارلوس بريو سوكاراس. تشير التقارير إلى أن بريو سرق أكثر من 90 مليون دولار من الأموال العامة، أي ما يعادل ربع الميزانية الوطنية السنوية. كرس السناتور إدواردو تشيباس نفسه لفضح الفساد في الحكومة الكوبية، وأسس الحزب الأرثوذكسي في عام 1947 لتعزيز هدفه.